# Пурпурный дождь
«Пурпурный дождь» (англ. Purple Rain) — американский музыкальный фильм-драма 1984 года. Снят режиссёром Альбертом Магноли по сценарию, написанному им самим в соавторстве с Уильямом Блинном.
В главной роли в фильме снялся певец и музыкант Принс, для которого это был дебют в кино. Фильм был подогнан под него и его музыку, так что в нём Принс несколько раз выступает со своими песнями на сцене.
С музыкой из фильма был выпущен альбом-саундтрек Принса Purple Rain.
В 2019 году включён в Национальный реестр фильмов.

## Сюжет
В основе сюжета фильма — биография самого Принса, хоть и весьма вольно переработанная. События происходят в Миннеаполисе в клубе First Avenue & 7th Street Entry Club, где Принс вращался в реальной жизни. 
В сюжет интегрировано несколько выступлений его героя, которого зовут The Kid (песни для фильма были написаны самим Принсом). 
Главный герой выступает с аккомпанирующей группой The Revolution, а главный антагонист по имени Morris Day — с группой The Time.

## Приём
Фильм собрал в прокате 68 миллионов долларов.
С фильма был выпущен альбом-саундтрек Purple Rain, который не только был очень успешным коммерчески, но и принёс Принсу «Оскар» в категории «Лучший саундтрек к музыкальному фильму».
Кроме того, фильм был номинирован на две премии «Золотая малина»: в категории «Худшая новая звезда» на награду была выдвинута Аполлония Котеро, а в категории «Худшая оригинальная песня» — песня «Sex Shooter».

## Сиквел
В 1990 году  на экраны вышел фильм «Мост граффити», который может считаться сиквелом к «Пурпурному дождю».

## В ролях
- Принс
- Аполлония Котеро
- Моррис Дэй
- Ольга Карлатос — мама
- Кларенс Уильямс III — отец
- Джером Бентон
- Чарльз Хантсберри — чик
- Джилл Джонс
- Билли Спарис
- Дез Дикерсон
- Джеймс Френч — кэйбл